# Samsung SGH-A167
Samsung SGH-A167 là điện thoại di động phát hành bởi Samsung Electronics. A167 được phát hành bởi AT&T vào năm 2009 như điện thoại thuê bao trả trước.

## Đánh giá
CNET cho điện thoại 2,5/5 sao (hoặc tổng thể gần bằng 50% đánh giá). Chiếc điện thoại này được đánh giá cao về chất lượng âm thanh khá và giao diện trực quan, nhưng bị chỉ trích thiết kế phím điều hướng, bàn phím, và chất lượng hình ảnh kém.

## Liên kết
- Samsung.com A-167 Info
- AT&TWireless A-167 Info